# Ксанторія настінна
Ксанто́рія настінна або настінна золотя́нка (Xanthoria parietina) — поширений листуватий лишайник роду ксанторія порядку телосхістових. Вирізняється яскравим оранжево-жовтим кольором і стійкістю до атмосферного забруднення та важких металів. Зростає на природних каменях, стінах, корі дерев.

## Вигляд і будова
Талом лишайника до 8 см у діаметрі. Являє собою сукупність розеток, що складаються з округлих по краях лопатей діаметром 1-4 мм. Забарвлення верхньої частини лопатей оранжеве, жовте, іноді зеленкувате. Натомість нижня частина з ризоїдами та гаптерами біла. Талом лишайника покритий кіркою зі щільно розташованих гіфів, яка захищає талом і має різну товщину, залежно від місця зростання. Кірка товща в освітлених місцях і тонша, якщо лишайник росте в затінку. Забарвлення тіла лишайника зумовлене наявністю в ньому пігмента париєтину.
Гриб ксанторії настінної перебуває в симбіозі з одноклітинними водоростями роду Требуксія, а саме Trebouxia arboricola та Trebouxia irregularis. Ці водорості зустрічаються також і у вигляді самостійних колоній.
Розмножується соредіями, ізидіями та бластидіями, а також діленням талома. Ксанторія настінна зберігає симбіотичний стан на всіх стадіях життя.

## Поширення
Лишайник досить поширений і вирізняється підвищеною стійкістю до атмосферного забруднення та важких металів у порівнянні з більшістю інших лишайників. Зустрічається по всій північній півкулі в помірному та субантарктичному кліматичному поясі, а також узбережжях Австралазії та Африки. Зростає на каменях, прямовисних стінах, корі дерев, у тому числі в межах міст.

## Галерея

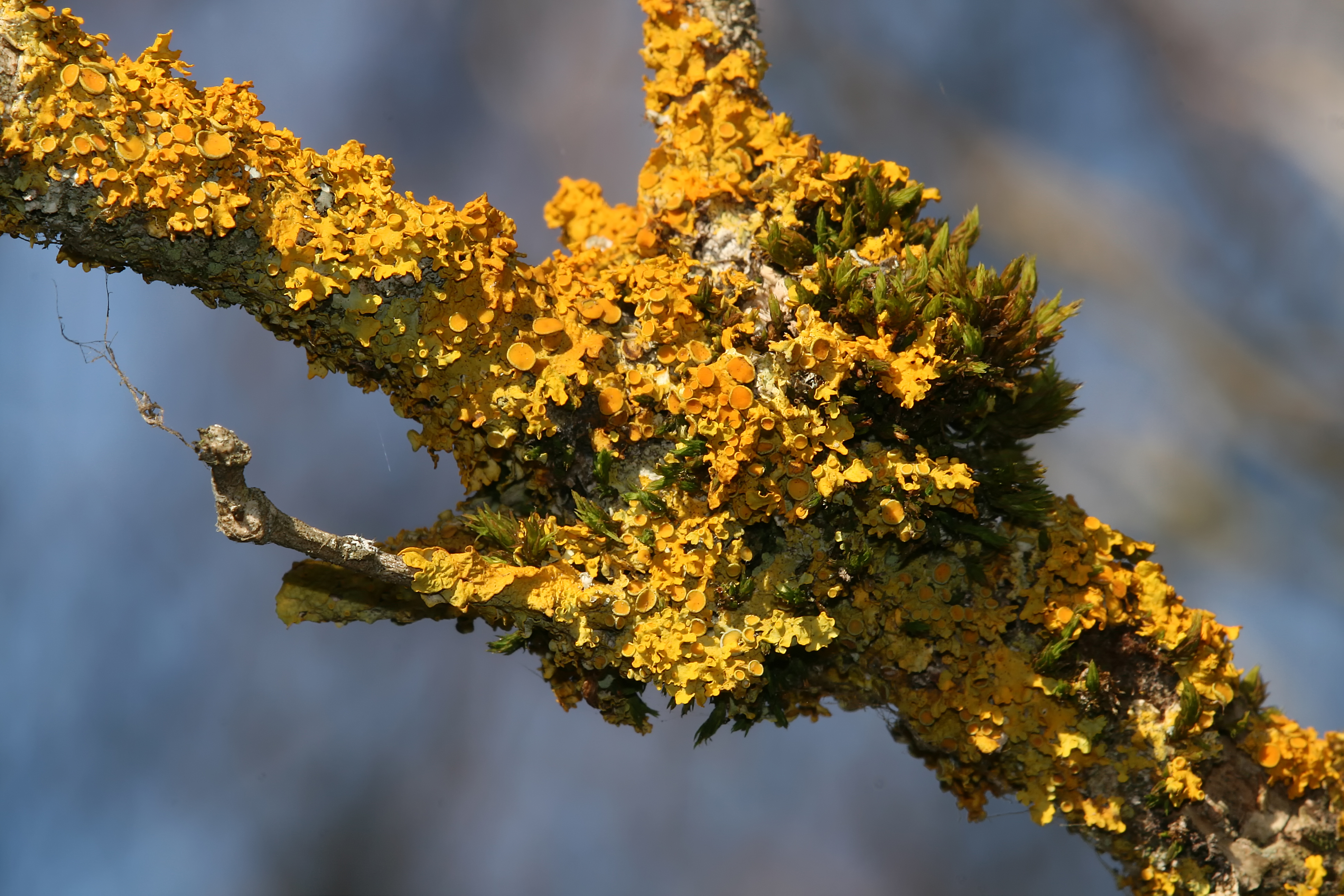
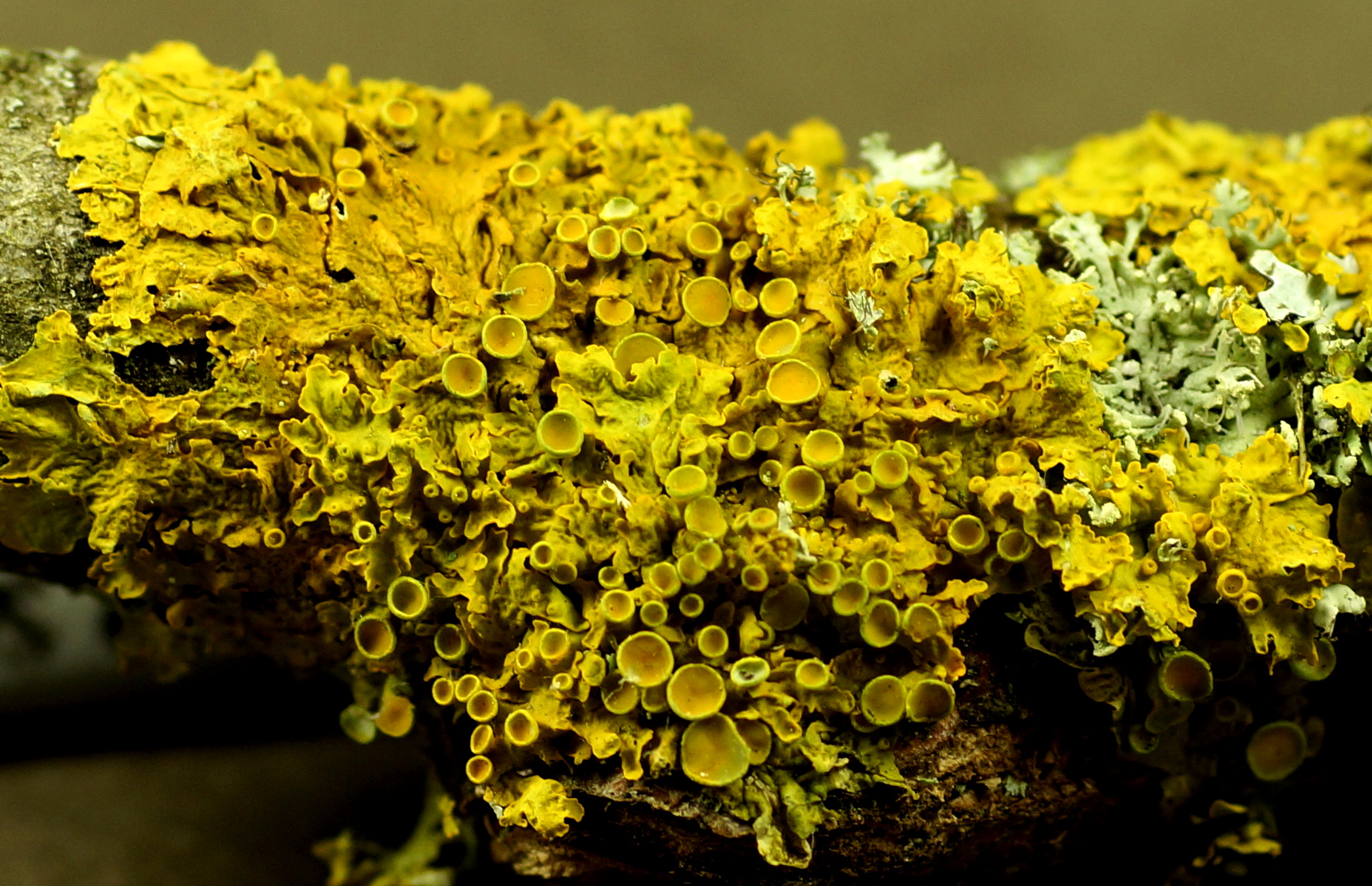
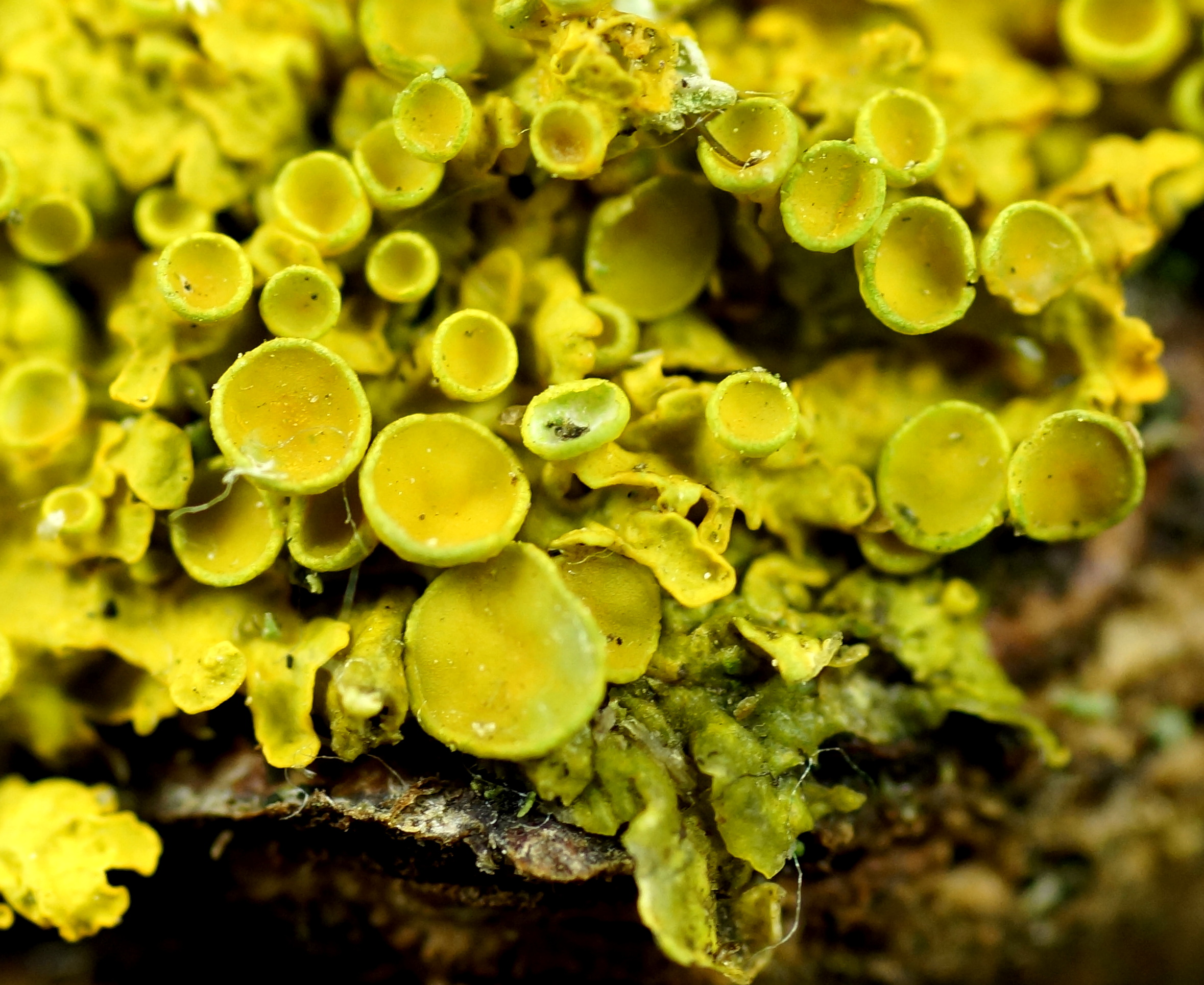
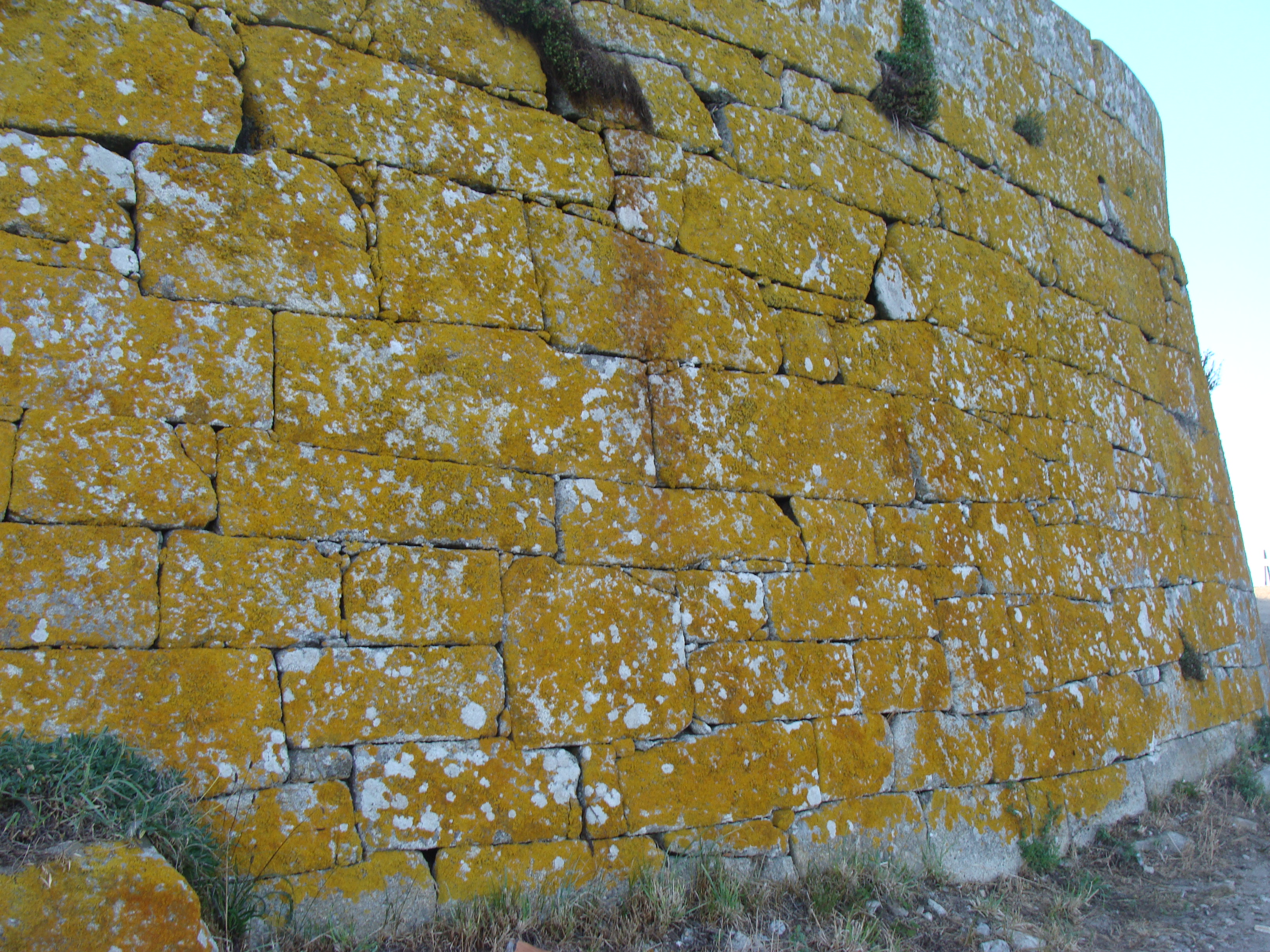
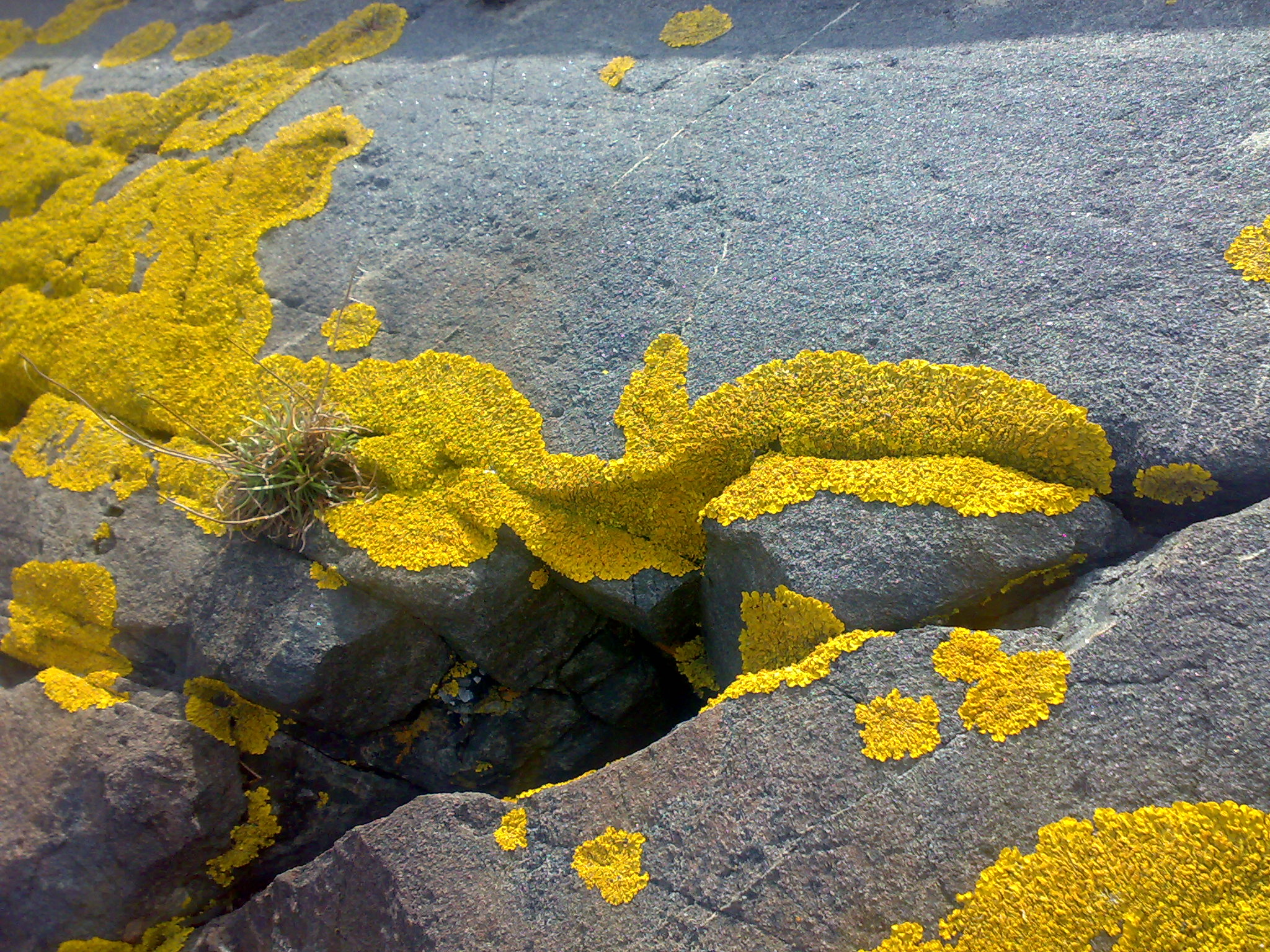